# Legends of Runeterra
Legends of Runeterra (abreviado como LoR) é um jogo de cartas colecionáveis gratuito desenvolvido e publicado pela Riot Games. Foi lançado em 28 de abril de 2020 para dispositivos Android, iOS e Microsoft Windows. Lançado em beta em 24 de janeiro de 2020, situa-se no mesmo universo de League of Legends, o jogo MOBA da Riot Games.

## Jogabilidade
Legends of Runeterra é jogado em uma partida de 1x1. Cada jogador começa a partida com uma mão de quatro cartas selecionadas aleatoriamente no baralho de cartas, um Nexus de 20 pontos de vida e zero de mana. Antes do início da partida, cada jogador também tem a opção de trocar qualquer uma das quatro primeiras cartas que eles compraram por cartas diferentes aleatórias do seu baralho.
Após a conclusão da fase pré-jogo, os dois jogadores recebem uma gema de mana, um jogador recebe o marcador de ataque e o outro recebe o marcador de defesa. Somente o jogador com o marcador de ataque pode atacar durante esta rodada. Após cada rodada, as fichas alternam entre jogadores e cada jogador compra uma carta aleatória do baralho. À medida que o número de rodadas aumenta, também aumenta o número de gemas de mana que cada jogador recebe, até um máximo de 10. No final de cada rodada, qualquer mana não utilizado se torna mana de feitiço, até um máximo de três, mas esta mana só pode ser usada para lançar cartas de feitiço. Para jogar as cartas, os jogadores devem gastar suas gemas de mana. Existem quatro tipos de cartas: Campeões, Seguidores, Feitiços e Monumentos. Os campeões são as cartas mais poderosas do jogo, e cada uma possui um critério que, uma vez cumprido, aumentará o nível da carta para uma versão mais poderosa. Seguidores consistem em todas as outras cartas jogáveis normais. Os Feitiços causam efeitos quando jogados, como o abate de unidades inimigas, a cura do Nexus ou até mesmo para melhorar os status das cartas aliadas e os Monumentos são cartas que quando jogadas em campo ativam efeitos parecidos com os de Feitiços e que podem ser repetidos a cada turno. As cartas de Campeões e Seguidores possuem status de Mana, usadas para comprar as cartas no início do turno, Poder, o número de dano causado pela carta, e Vida, sendo a carta destruída se os pontos de Vida chegarem a zero. As cartas de Feitiços e Monumentos possuem apenas o status de Mana.
Uma vez jogadas, as cartas podem ser colocadas para frente mais uma vez para atacar ou defender. Ao atacar, se nenhuma carta adversária bloquear, a carta atingirá o Nexus do jogador inimigo, causando dano igual ao seu status de poder. Se a carta atacante for defendida contra uma carta bloqueadora, as duas cartas entrarão em conflito, causando os respectivos danos. Cada carta também possui uma estatística de defesa. Se o dano recebido for maior ou igual ao status de defesa da carta, ele será destruído. Golpear um Nexus inimigo com uma carta não causa dano à carta atacante. O objetivo do jogo é levar o Nexus do oponente a zero pontos de vida.

## Cartas
Legends of Runeterra oferece uma variedade de cartas para permitir que cada jogador jogue da sua maneira. Um baralho de cartas deve consistir em não mais que 6 cartas de Campeão (permitindo a presença de 3 campeões diferentes), 2 regiões e 40 cartas no total. O jogo possui 103 heróis de League of Legends jogáveis e dois heróis originais: Norra e Jack, totalizando 105 campeões. Dos quais apenas 77 campeões podem ser utlizados no modo padrão de jogo e todos eles podem ser utlizados no modo eterno.
A seguir, estão os detalhes presentes em cada carta.

### Mana
Todas as cartas do jogo têm um custo de mana. O jogador deve gastar a quantidade de mana listada na carta para jogar a carta. A quantidade máxima de mana com que um jogador pode começar a rodada é de treze (incluindo mana de feitiço).

### Regiões
A seguir, estão listas as regiões das cartas disponíveis no jogo. A maioria das cartas possuem uma única região, porém com a chegada da expansão Além do Bandobosque foram introduzidas cartas de duas regiões e antigas cartas ganharam a dupla região. Ao criar um baralho, as cartas só podem ser adicionadas de um máximo de duas regiões (Exceção para o extinto modo expedição, modos especiais no laboratório, caminho dos campeões e singleton, onde o baralho pode possuir mais de duas regiões).
Durante a chegada da expansão Andamundo foram adicionados cards de campeões da região Runeterra. Estes campeões representam uma região individual para a construção dos baralhos e permitem a adição de cartas com determinadas características determinadas pela origem do campeão. Por exemplo o Campeão Jhin permite que o baralho seja construído com qualquer carta seguidor de qualquer região que possua habilidade de stop.
- Demacia;
- Ionia;
- Piltover e Zaun;
- Freljord;
- Noxus;
- Ilha das Sombras;
- Águas de Sentina;
- Targon.
- Shurima
- Bandopólis
- Runeterra

### Tipos
Atualmente existem cinco tipos de cartas em Legends of Runeterra, dois destes tipos adicionados em expansões posteriores: Monumentos e Equipamentos. Cada carta contém apenas um único tipo.
- Unidade;
- Campeão;
- Feitiço;
- Monumentos;
- Equipamentos.

### Raridades
Abaixo estão descritas em ordem crescente a raridade das cartas. Quanto mais rara, maior é o custo de fragmentos para fazê-la e utilizá-la em seus decks.
- Comum;
- Rara;
- Épica;
- Campeão.

## Modos de jogo
Legends of Runeterra conta com vários modos de jogo.

### Contra Jogadores
Neste modo, o jogador joga contra outros jogadores, sendo uma partida normal ou ranqueada. Partidas ranqueadas conferem Pontos de League, usados para subir de ranking. Os rankings começam no Ferro, seguido do Bronze, Prata, Ouro, Platina, Diamante e Mestre, tendo quatro divisões entre cada um destes. As partidas ranqueadas são partidas únicas, o jogador entra em uma fila diferente das partidas normais, sendo separado de acordo com o nível das habilidades.
O limite de pontos que o jogador pode conseguir em uma divisão é 100. Então, por exemplo, um jogador no ranking Ferro IV, ao conseguir 100 PdL, eleva-se para a divisão Ferro III. Portanto, quanto mais partidas o jogador vence, maior seu ranking, ou elo.

### Contra IA
Modo jogado contra a inteligência artificial do jogo. Esse modo de jogo é ideal para praticar as mecânicas do jogo ou experimentar um novo baralho de cartas.

### Expedição
Foi um modo de jogo que existiu desde a criação de Runeterra até seu encerramento na atualização 3.8.0. Este modo permitia que o jogador entrasse utilizando um emblema de expedição ou pagando 2000 fragmentos para jogar com um baralho inicial construído através da seleção de pacotes de cartas apresentados. Após cada vitória outro pacote de cartas era selecionado e ao atingir sete vitórias ou duas derrotas a "run" era encerrada e as recompesas recebidas que consistiam em capsúlas de cartas coringa, cartas comuns, raras ou épica.

### Caminho dos Campeões
Modo de jogo que surgiu no modo Laboratório de Legends of Runeterra e que ganhou um modo de jogo separado dentro do cliente. Neste modo de jogo os jogadores selecionam um dos campeões dos quais está disponível para o jogo no caminho dos campeões e joga pequenas aventuras que possuem níveis de dificuldade variando de meia estrela a 4 estrelas e meia. Durante as aventuras os jogadores escolhem poderes auxiliares que modificam a forma de jogar concedendo vantagens únicas para enfrentar os confrontos durante a aventura e após cada vitória seleciona uma carta e nos pontos sem confrontos há seleção de campeões auxiliares (um por aventura), poderes, loja ou outros benefícios.

A aventura encerra-se após derrotar o chefe da aventura, concedendo pontos de experiência para o campeão utilizado e recompensas únicas para a primeira que foram vencidos como fragmentos de campeões, que podem ser utilizados para melhorar os poderes do seu campeão ou destravar outros campeões para serem utilizados em futuras aventuras.

## Desenvolvimento
Legends of Runeterra foi anunciado pela Riot Games em 15 de outubro de 2019, com o lançamento de uma pré-visualização, juntamente com o aniversário de dez anos de League of Legends. A pré-visualização durou até 20 de outubro e só estava disponível para um seleto grupo de jogadores.
Uma segunda prévia deu a alguns jogadores uma olhada nas Expedições, um modo de jogo preliminar no qual os jogadores começam do zero e constroem um baralho a partir de uma variedade aleatória de cartas em sua coleção. Os jogadores podem continuar a evoluir seu baralho à medida que progridem no modo Expedições. A visualização das Expedições durou de 14 a 19 de novembro de 2019.
Em 12 de janeiro de 2020, a Riot Games anunciou que o beta aberto do Legends of Runeterra começaria em 24 de janeiro de 2020. As contas que tivessem acesso ao jogo durante os patches de visualização seriam apagadas, mas a Riot afirmou que não haveria redefinições de conta adicionais após o lançamento da versão beta aberta.
O jogo foi oficialmente lançado em 28 de abril de 2020, com a atualização 1.0, que incluiu o conjunto Marés Crescentes, adicionando várias cartas e Campeões da região Águas de Sentina, além do suporte a dispositivos Android e iOS e muitas novas formas de personalização no jogo.